# Sanshirō Abe
Sanshirō „Sonny” Abe (jap. 阿部三子郎 Abe Sanshirō; ur. 12 maja 1970) – japoński zapaśnik w stylu wolnym. Olimpijczyk z Atlanty 1996, gdzie zajął dziewiąte miejsce w kategorii 57 kg.

Zawodnik Penn State Nittany Lions

Dwukrotny uczestnik mistrzostw świata, jedenasty w 1998. Złoty medalista mistrzostw Azji w 1995. Piąty w Pucharze Świata w 1998 roku.
Zawodnik Pennsylvania State University. Cztery razy All-American (1993–1996) w NCAA Division I, pierwszy w 1996; drugi w 1995; trzeci w 1994; czwarty w 1993 roku.